# Réserve écologique de l’Île-Brion
Die Réserve écologique de l’Île-Brion ist ein im Jahr 1988 auf einer Fläche von 650 ha eingerichtetes Schutzgebiet im Südosten der kanadischen Provinz Québec.

## Lage, Landschaft
Es liegt auf einer der Îles de la Madeleine, einer Inselgruppe im Sankt-Lorenz-Golf, wobei die beiden geschützten Inselchen insgesamt eine Fläche von 750 ha aufweisen. Das Klima ist entsprechend der Lage stark vom Atlantik geprägt, zudem finden sich hier große Dünen und die Felsenküste bietet zahlreichen Seevögeln ein Domizil.
Die Île-Brion ist verhältnismäßig flach, der höchste Punkt liegt 60 m über dem Meeresspiegel. Der Untergrund besteht aus rotem und graugrünem Sandstein. Im Südwesten befinden sich Dünen, die nach der letzten Eiszeit entstanden, worin sich der erodierte Sandstein der umgebenden Küsten sammelt. Sie sind heute durch den Bewuchs mit Ammophila breviligulata aus der Familie der Süßgräser weitgehend fixiert.

## Flora
Die Zahl der Pflanzenarten wird auf 200 bis 250 geschätzt, von denen allerdings 10 bis 15 % durch Menschen eingetragen wurden. Die Arten stellen etwa ein Drittel der Gesamtzahl der Arten auf der Inselgruppe dar. Als gefährdet gilt die seltene Hudsonia tomentosa, die auch in den Dünen von Berry im Westen Québecs vorkommt. Ähnliches gilt für die in Québec als génévrier à gros fruits bezeichnete Pflanze (Juniperus macrocarpa Sm., 1813) aus der Familie des Gemeinen Wacholders.

## Fauna

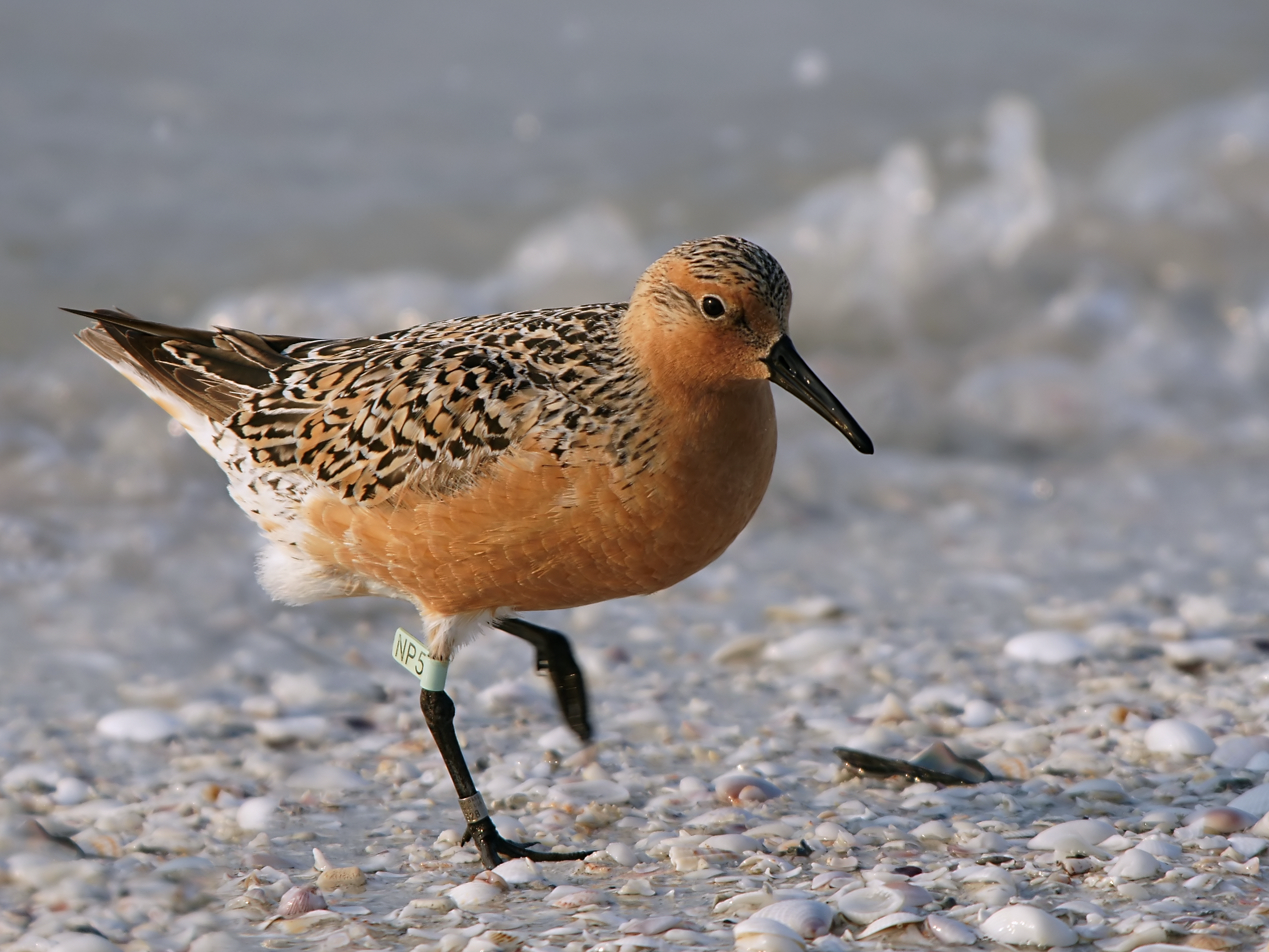
Knutt der stark gefährdeten Unterart rufa

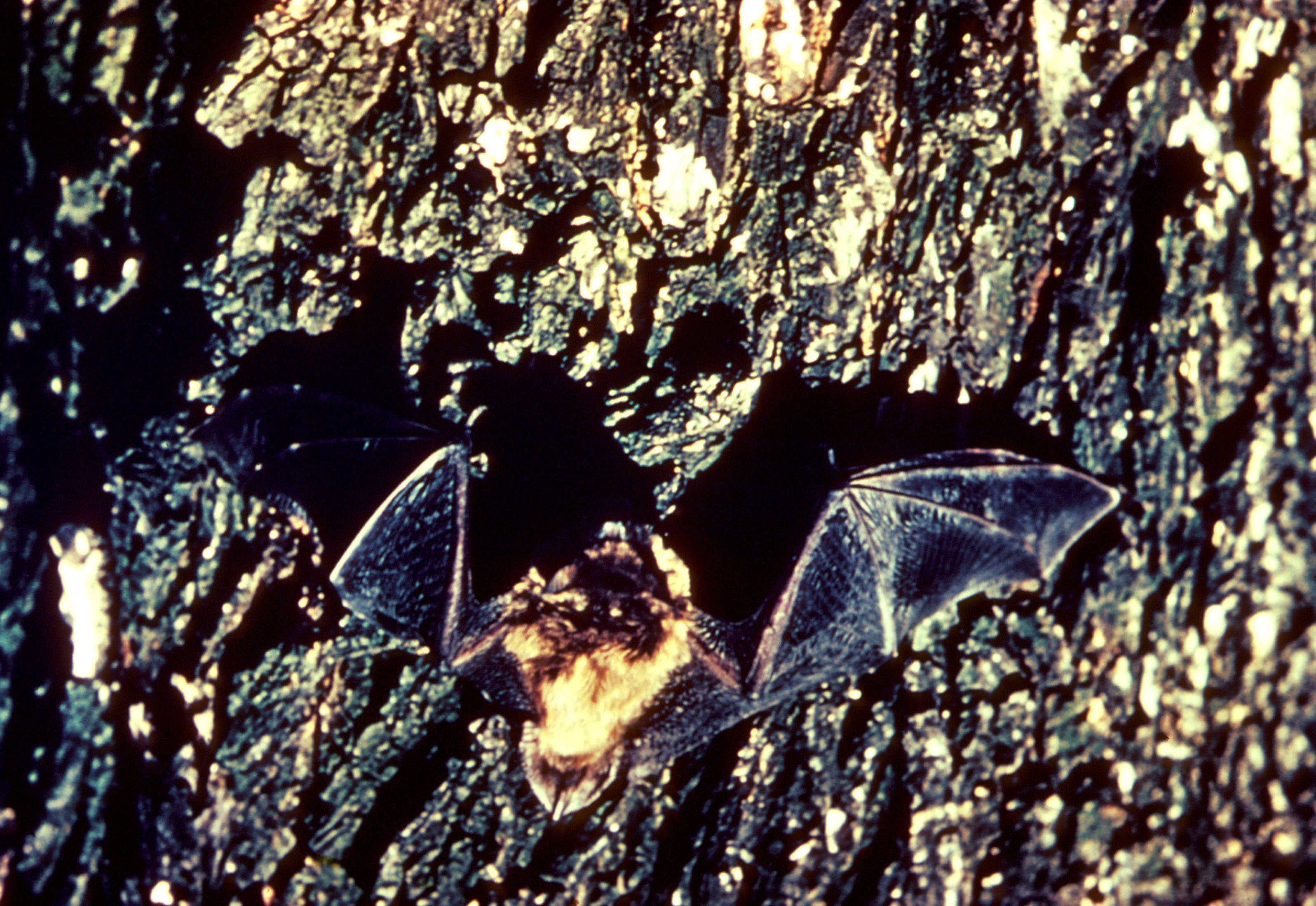
Die Kleine Braune Fledermaus

Auf der Insel wurden 166 Vogelarten erfasst, von denen mehr als die Hälfte dort brütet. Von diesen stehen einige in der Gefahr, endgültig aus Kanada zu verschwinden. Diese stark gefährdeten Arten sind der Gelbfuß-Regenpfeifer, der Ohrentaucher sowie der Knutt oder Knuttstrandläufer der Unterart Calidris canutus rufa. Letzter fliegt bis nach Argentinien.
Nur vier Säugetierarten leben im Schutzgebiet. Diese sind die Hirschmaus, hier Souris sylvestre genannt, der Rotfuchs, der Kojote und die Kleine Braune Fledermaus aus der Familie der Mausohren.